# الليل يأتي دائما
الليل يأتي دائمًا (بالإنجليزية: Night Always Comes) فلم دراما وجريمة أمريكي صدر عام 2025، من إخراج بنجامين كارون، وسيناريو سارة كونرادت، مقتبس من رواية «الليل يأتي دائمًا» للكاتب ويلي فلاوتين الصادرة عام 2021. الفيلم من بطولة فانيسا كيربي.

## ملخص القصة
تخوض امرأة بقلب يائس رحلة بحث محمومة تحفّها المخاطر طوال الليل من أجل جمع 25 ألف دولار قبل الفجر.

## الممثلون
- فانيسا كيربي في دور لينيت
- جينيفر جيسون لي في دور دورين
- زاك جوتسجن في دور كيني، الأخ الأكبر للينيت
- ستيفن جيمس في دور كودي
- راندال بارك في دور سكوت
- جوليا فوكس في دور غلوريا
- مايكل كيلي في دور تومي
- إيلي روث في دور بليك

## الإنتاج
في مارس 2024، أُعلن أن شركة ألونا إنترتينمنت ستنتج الفلم بموجب اتفاقيتها مع نتفليكس. الفلم مقتبس من رواية ويلي فلاوتين الصادرة عام 2021 ، من اخراج بنجامين كارون وسيناريو سارة كونرادت. وتشارك فانيسا كيربي في دور البطولة وكمنتجة للفلم. كما سيشارك في الإنتاج كل من لورين دارك، وبنجامين وجودي كارون، وغاري ليفينسون، وبيلي هاينز.
يضم فريق التمثيل أيضًا جينيفر جيسون لي، وزاك جوتساجن، وستيفان جيمس، وجوليا فوكس، وإيلي روث، وراندال بارك، ومايكل كيلي.
بدأ التصوير الرئيسي في بورتلاند، أوريغون في ربيع عام 2024.

## الاستقبال
على موقع تجميع المراجعات روتن توميتوز، حصل على 50% من 12 مراجعة إيجابية من النقاد.

## الاصدار
صدر فلم «الليل يأتي دائما» على منصة نتفليكس في 15 أغسطس 2025.

## روابط خارجية
- الليل يأتي دائمًا على موقع IMDb (الإنجليزية)
- الليل يأتي دائمًا على موقع روتن توميتوز (الإنجليزية)
- الليل يأتي دائمًا على موقع نتفليكس (الإنجليزية)
- الليل يأتي دائمًا على موقع قاعدة بيانات الفيلم (الإنجليزية)